# Jonas Höglund
Jonas Höglund (* 29. August 1972 in Hammarö) ist ein ehemaliger schwedischer Eishockeyspieler, der in seiner aktiven Zeit von 1988 bis 2010 unter anderem für die Calgary Flames, Montréal Canadiens und Toronto Maple Leafs in der National Hockey League gespielt hat. Sein Bruder Henric ist ebenfalls Eishockeyspieler.

## Karriere
Höglund begann seine Karriere bei Färjestad BK, wo er zwischen 1988 und 1996 aktiv war. Nachdem er im NHL Entry Draft 1992 in der zehnten Runde an 222. Position von den Calgary Flames ausgewählt worden und in der Saison 1995/96 mit 32 Treffern bester Torschütze der Elitserien gewesen war, wechselte er im Sommer 1996 nach Nordamerika. Zwischen 1996 und 2003 spielte der Schwede in der National Hockey League für die Calgary Flames, Montréal Canadiens und Toronto Maple Leafs.
Danach wechselte er in die Schweizer Nationalliga A, wo er eine Spielzeit beim HC Davos verbrachte, ehe er zurück nach Schweden zu seinem Heimatklub wechselte. Bei Färjestad verbrachte Höglund weitere vier Jahre, wechselte aber im Verlauf der Saison 2007/08 wieder in die Schweiz zum HC Lugano. Am Ende der Spielzeit entschied sich der Stürmer wieder nach Schweden zu gehen. Zunächst begann er die Saison 2008/09 bei den Malmö Redhawks in der zweitklassigen HockeyAllsvenskan, wurde im Saisonverlauf aber vom Elitserien-Klub Södertälje SK verpflichtet. Seit Beginn der Spielzeit 2009/10 steht er beim Skåre BK, einem Club aus der dritten Spielklasse Schwedens, unter Vertrag.
Im Januar 2010 beendete Höglund seine Karriere.

### International
In den Jahren 1997, 2003, 2004 und 2005 nahm Höglund für die schwedische Nationalmannschaft an der Weltmeisterschaft. Dabei gewann er mit Ausnahme des Jahres 2005 jeweils die Silbermedaille nach Niederlagen gegen das kanadische Team.

## Erfolge und Auszeichnungen
- 1990 Goldmedaille bei der U18-Junioren-Europameisterschaft
- 1992 Silbermedaille bei der Junioren-Weltmeisterschaft
- 1996 Bester Torschütze der Elitserien
- 1997 Silbermedaille bei der Weltmeisterschaft
- 2003 Silbermedaille bei der Weltmeisterschaft
- 2004 Silbermedaille bei der Weltmeisterschaft
- 2006 Schwedischer Meister mit Färjestad BK